# Gutars bågskyttar
Gutars bågskyttar är en förening för armborst- och bågskytteintresserade personer. Gutars bågskyttar har sitt säte på Gotland och bildades 1999 (många av skyttarna hade innan varit aktiva i Bågskytteklubben Vildkaninerna). Medeltidsveckan på Gotland är den främsta samlingspunkten för medlemmarna i Gutars bågskyttar, där de medverkar vid tornerspelen och med egna skytteuppvisningar. Under medeltidsveckan arrangerar de också årets största tävlingar i armborstskytte (medeltida klass) och i långbågeskytte.
Gutars bågskyttar har även haft uppvisningar i på Bornholm i Danmark, i Tønsberg i Norge, i Tyskland, Nederländerna, i Finland, och på Ösel. I Sverige har de medverkat i medeltidadagar i Kristinehamn, i Karlstad och på Adelsö. Gutars bågskyttar är hemmaklubb för ett flertal SM-segrare i medeltidsklassen i armborstskytte.